# Maurizio Colasanti

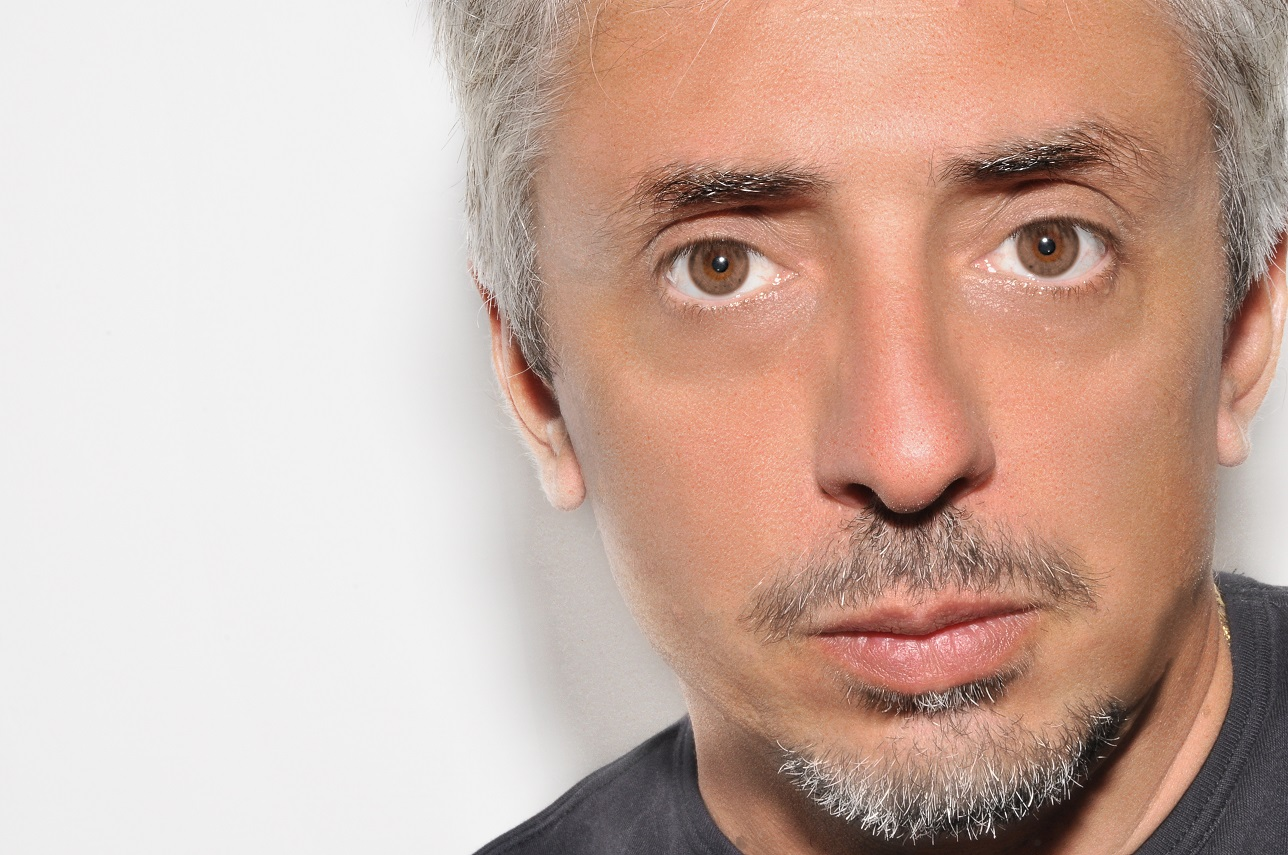

Maurizio Colasanti (Chieti, 24 ottobre 1966) è un direttore d'orchestra e compositore italiano.

## Biografia
All'età di 5 anni intraprende lo studio della musica con il maestro Mimì De Renzis; appena un anno dopo tiene il suo primo concerto solistico con la banda del suo paese, Pretoro. Si diploma con il massimo dei voti e la lode presso il Conservatorio di Musica L.D'Annunzio di Pescara. Successivamente si laurea "Cum Laude" in filosofia teoretica presso l'Università "Gabriele d'Annunzio".
Le sue inclinazioni e i suoi interessi musicali lo hanno portato a dirigere il repertorio del '900 e contemporaneo di autori come: Ottorino Respighi, Gian Francesco Malipiero, Luigi Dallapiccola, Maurice Ravel, Igor' Fëdorovič Stravinskij, Arnold Schönberg, Barbara Kaszuba, Philip Glass, Arvo Pärt, Steve Reich, Karlheinz Stockhausen, Krzysztof Penderecki, Sofija Asgatovna Gubajdulina, George Enescu, Bruno Maderna. Attivo nell'Opera lirica, ha diretto i maggiori titoli sia in lingua italiana che tedesca e inglese, tra cui: (Salomè) di Richard Strauss, (The Rape of Lucretia) di Benjamin Britten, Les enfants terribles, di Philip Glass. Ha collaborato con musicisti come: Uto Ughi, Aaron Rosand, Félix Ayo, Yamandu Costa, Anthony Braxton, Gunther Schuller, Georg Friedrich Haas, Andersen Viana, Paul Badura-Skoda, Susanna Rigacci, e registi quali: Sergio Castellitto, Enzo Decaro, Maurizio Di Mattia, Thomas Moschopoulos, Renato Bonajuto.
Si è esibito presso importanti istituzioni concertistiche internazionali: Carnegie Hall, Royal Academy of Music, Teatro dell'Opera Di Roma, Melba Hall (Melbourne), Arts House (Singapore), Teatro Petruzzelli, Arts Center di Seul, Smetana Hall (Prague), Kolorak Hall (Belgrado),  Lotte Concert Hall (Seoul). Nel 2013 gli è stato assegnato il Premio Giuseppe Dell'Orefice.
Come compositore ha composto opere sinfoniche e musiche di scena per il teatro e la televisione.
È autore dei saggi: La Musica è Sfinita edito da ExCogita, Milano 2019 e 101 Compositori Contemporanei edito da Giacovelli Editore. 

## Opere Letterarie
- La Musica è sfinita, ed. Excogita, Milano 2019. ISBN 9788899499341[1]
- Tre Racconti per il Teatro, Chiaredizioni, Chieti 2020. ISBN 9788885561236
- 101 Compositori Contemporanei (Che non potete non conoscere), Giacovelli Editore, Locorotondo 2024.  ISBN 9791281763012

## Opere Musicali
- Northern Lights, for String Orchestra (2016) Festival (Finlandia)[2]
- The instinct to save the intimate, for String Orchestra (2017) Festival (Finlandia)[2]
- La Coda[3] per lo spettacolo teatrale su Testo teatrale di E. Flacco e M. Colasanti, Regia di Fabio Di Cocco
- Kapuskasing, for Symphony Orchestra, Orchestra Sinfonica (2022) Grosseto
- R-Inside 2023, for Symphony Orchestra. Orchestra Sinfonica di Sanremo (2023), dir. Hakan Sensoy

## Incisioni Discografiche
- Nineteen eighty five, Ed. Routenote Ltd. (USA), 1985. Maurizio Colasanti composer.
- W. A. Mozart, Divertimenti, I Fiati Italiani AA690131
- W. A. Mozart, Masonic Music AA 690070
- F. Danzi, Quintetti, AA690117
- F. V. Krommer, L. Kotzeluch, A. Rosetti, I Solisti della Scala
- Virtù e Amore, Tactus TC 690003, 2021
- J. Triebensee, Triebensee,AA69005 I Fiati Italiani, Maurizio Colasanti conduct.
- M. Colasanti, Metaverse First Maurizio Colasanti composer, 2022.
- M. Colasanti, Metaverse Second Maurizio Colasanti composer, 2022.
- Northern Lights, Ed. Routenote Ltd (USA) 2017
- Dasein, Ed. Routenote Ltd (USA) 2022, Maurizio Colasanti composer
- Born under the stars, Ed. Routenote Ltd. (USA) 2023 Maurizio Colasanti composer.